# بركوسيا
بركوسيا هي قرية تقع شمال غربي قضاء الخليل وتبعد عن مركزها 31 كم، وتحيط بها اراضي تل الصافي و بعلين وصميل وذكرين ، وترتفع 175م عن سطح البحر، تبلغ مساحه اراضي القرية 3216 دونم ، وتنتشر بها زراعة الحبوب والعنب والرمان والتين، وتم احتلالها وطرد سكانها منها في 9 تموز\يوليو من العام 1948 ضمن عملية ان-فار على يد العصابات الصهيونية.

## الأراضي والمساحة
تبلغ مساحه اراضي القرية 3216 دونم، منها 31 دونم مساحه القرية المبنيه نفسها. وتنتشر في القرية زراعة الحبوب والعنب والتين والرمان.

## التعداد السكاني
بحسب احصائيات الانتداب البريطاني عام 1922، بلغ عدد سكان بركوسيا 158 نسمه، وحسب احصائيات الانتداب في عام 1931 بلغ عدد السكان 258 نسمه، 133 ذكور و 125 اناث، جميععهم مسلمون ويعيشوم في 53 منزل. وفي التقديرات الرسمية للسكان عام 1948 بلغ عدد السكان 383 نسمه قبيل النكبة والهجرة. ويشير مصطفى مراد الدباغ إلى ان عدد سكان القرية عام 1945 بلغ 330 نسمه. حاليا يعيشون معضم أبناء القرية في المهجر خارج فلسطين وبخاصه في الأردن في مدن عمان واربد والرمثا.

## احتلال القرية
تم احتلال بركوسيا وطرد سكانها منها في 9 تموز\يوليو (الأول من رمضان) من عام 1948 وذلك في في بدايه فتره الهدنة الثانية. حيث قامت كتيبه جفعاتي بتدمير القرية واحراقها ضمن عملية ان-فار. يذكر موريس ان اسباب تهجير القرية غير معروفه ، ولكن الحقيقة كما يرويها أبناء القرية المهجرين ان سبب التهجير هو تدمير القرية واحراقها بالكامل بتاريخ 9 تموز.

## الهوامش
1. 1 2 3  الدباغ 2013، صفحة 310
2. 1 2  الخالدي 2001
3. ↑  Morris 2004، صفحة xvii village #291

- Morris، Benny (2004). Birth of the Palestinian Refugee Problem Revisited. مطبعة جامعة كامبريدج. ISBN:0-521-00967-7. مؤرشف من الأصل في 2018-09-03.
- الخالدي، وليد (2001). كي لا ننسى: قرى فلسطين التي دمرتها إسرائيل سنة 1948. بيروت: مؤسسة الدراسات الفلسطينية.
- الدباغ، مصطفى مراد (2013). بلادنا فلسطين (في ديار الخليل - الجزء الخامس). بيروت: مؤسسة الدراسات الفلسطينية.

## وصلات خارجية
- تاريخ شفوي حول بركوسيا
- اهلا بكم في بركوسيا